# ブリュエ＝ラ＝ビュイシエール
ブリュエ＝ラ＝ビュイシエール （Bruay-la-Buissière）は、フランス、オー＝ド＝フランス地域圏、パ＝ド＝カレー県のコミューン。
1850年から1978年までブリュエ炭鉱会社が本拠地を置く炭鉱のまちであった。
コミューンとしてのブリュエ＝ラ＝ビュイシエールは、1987年にブリュエ＝アン＝ナルトワと、ラビュイシエールが合併して誕生した。

## 地理
ベテューヌより8.7km離れている。ノール＝パ・ド・カレー地域圏内の炭鉱中心地で、長い間石炭が産出されていた。1987年、放置されていた第3ブリュエ鉱山で天然ガス生産が行われることとなった。
スヘルデ川の支流ラウェ川が流れる。

## 都市計画
世界大戦後、ポーランド人を中心とする移民によって人口が増加し、新たな住宅地が必要となった。1855年にはわずか700人だった人口が1913年には18,000人となり、1946年には31,705人に達していた。数年間は鉱山地区の再開発が行われ、1970年代よりプロヴァンス開発地区が設置され、真の中心地区開発を模索し始めた。1978年、炭鉱のまちの再生例として、地方開発・国土整備問題省庁間委員会（fr）によってブリュエ再建計画が発表された。1979年に第二段階の建設事業が始まり、1000戸ほどの住宅、事業所、商店、公共施設が建てられた。

## 由来
Bruayとは、ガリア語の男性名Brugusに由来する。

## 歴史
ネアンデルタール人が20万年前のアラス近郊で暮らしていた。紀元前1万年頃の出土品がベテューヌ周辺で見つかっている。ガロ＝ローマ時代の火葬場跡がブリュエで見つかっている。
1250年頃のブリュエはベテューヌの一部で、ほぼ3世紀にわたって領主の領地だった。ベテューヌのまちは交通の要所ではなかったが、中世のブリュエは通行料をとっていた。しかしその制度は戦争で全て崩壊した。農地から上がる富は、1300年代のベテューヌの繁栄につながることとなった。
百年戦争中にはフランドル人がまちを痛めつけた。1500年のベテューヌはスペインの支配下にあった。1645年にベテューヌは包囲されている。1659年のピレネー条約締結によってフランスはこれらの土地を併合した。
1850年代、ブリュエにはブリュエ炭鉱会社が本拠地を置いていた。1852年から1909年までに、工場と同様6つの鉱山が開かれた。最盛期に会社は18箇所の鉱山を所有し、コミューンの8割あまりを所有していた。
第一次世界大戦後、炭鉱会社は労働者としてベルギー人、イタリア人、ポーランド人を雇用し、荒廃した鉱山を再建した。1939年のブリュエはポーランド人中心地というべき様相で、鉱山労働者の9割がポーランド人であった。

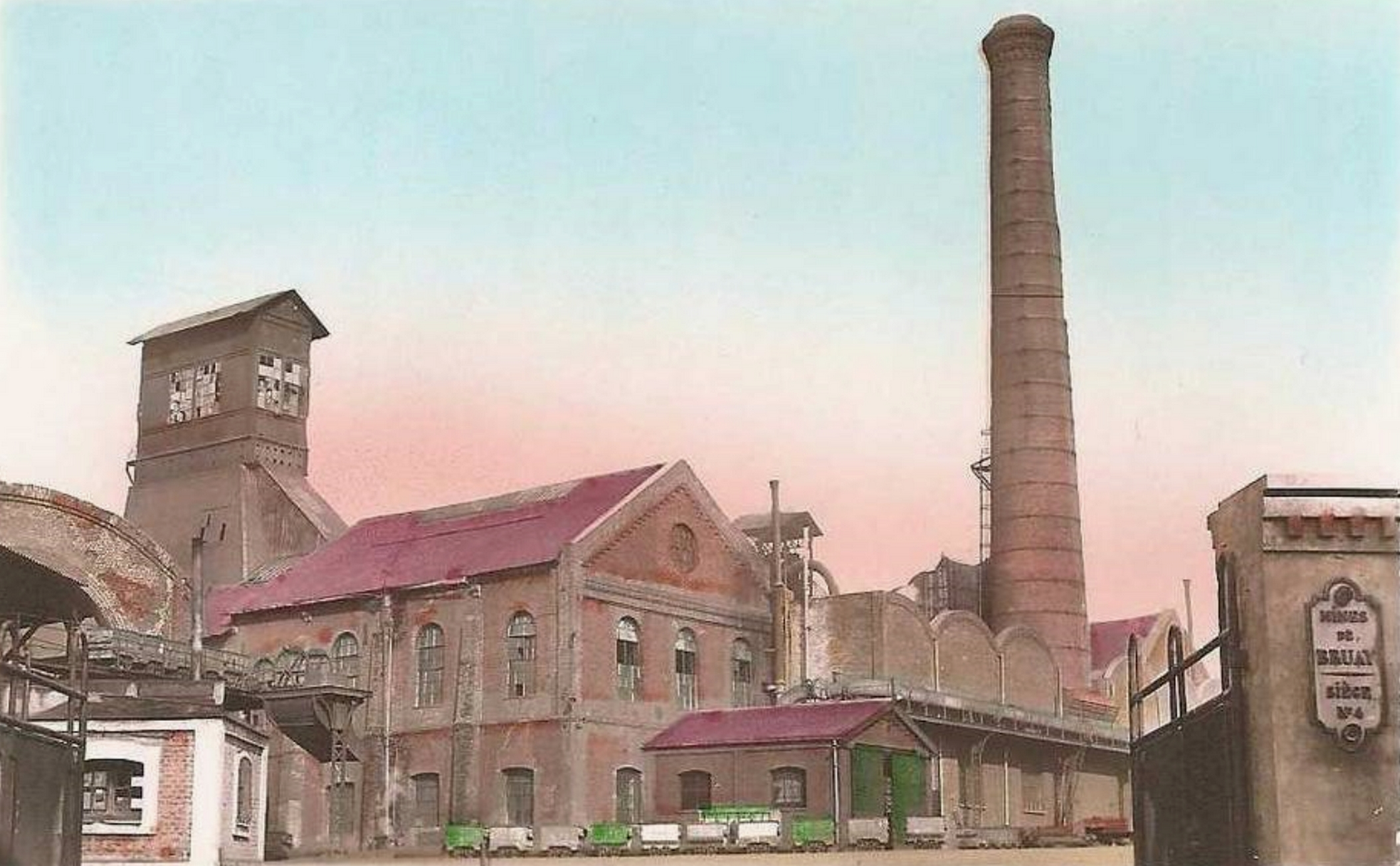
ブリュエの第4鉱山

第二次世界大戦中、ドイツの燃料供給基地であるブリュエはレジスタンスが組織されていた。大戦中、パ＝ド＝カレー県で銃殺された465人のうち40%が鉱山労働者、35%がポーランド人を中心とする外国人であった。3000人近くが県から追放され、その半数が死んだ。1941年6月、鉱山地帯において10万人もの鉱山労働者たちが労働環境改善とドイツへの反抗からストライキを起こした。逮捕者、追放された者、特別監視下に置かれた者、住民は時に暴力を用いられた（夜間外出禁止令が出された）。仕事が再開されるまで、カフェやレストラン、映画館は閉められた。
1956年、ベテューヌやブリュエに近い鉱山地帯の西部で鉱山が閉鎖された。プラスチック製造が替わって導入され、ベテューヌ周辺で4000人を雇用した。

## 人口統計
| 1962年 | 1968年 | 1975年 | 1982年 | 1990年 | 1999年 | 2006年 |
| ------ | ------ | ------ | ------ | ------ | ------ | ------ |
| 30 902 | 28 628 | 25 714 | 22 893 | 24 927 | 23 995 | 23 813 |

sources           = 1962年まではCassiniとEHESS（EHESS）から参照1968年以降はInseeを参照 ·  · 

## 姉妹都市
- フレンデンベルク、ドイツ
- シュヴェルト、ドイツ
- メルブ・ル・シャトー、ベルギー
- ケドゥグ、セネガル